# IRIB Jame Jam
IRIB Jame Jam est une chaîne de télévision nationale iranienne proposant des émissions à destination de ses ressortissants en Europe, Amérique du Nord et Océanie. Émanation de la radio-télévision nationale iranienne (IRIB), elle reprend des programmes issus des principales chaînes domestiques diffusées sur le réseau hertzien, auxquels elle ajoute quelques productions propres (journal télévisé en anglais, notamment).

## Programmes
Sa grille des programmes comprend ainsi des séries, des dessins animés, des émissions culinaires, des films (exclusivement iraniens), des bulletins d'information, des sagas historiques, des émissions religieuses et des programmes de musique traditionnelle, de poésie ou de littérature. 
Les grands événements nationaux ou internationaux sont couverts, et des décrochages viennent interrompre l'antenne lorsque l'actualité l'exige. La plus grande partie des émissions sont diffusés en farsi (persan). 